# Оуксдейл
Оуксдейл (на английски: Oakesdale) е град в окръг Уитман, щата Вашингтон, САЩ. Оуксдейл е с население от 420 жители (2000) и обща площ от 2,7 km². Намира се на 751 m надморска височина. ЗИП кодът му е 99158, а телефонният му код е 509.